# 멀티메가

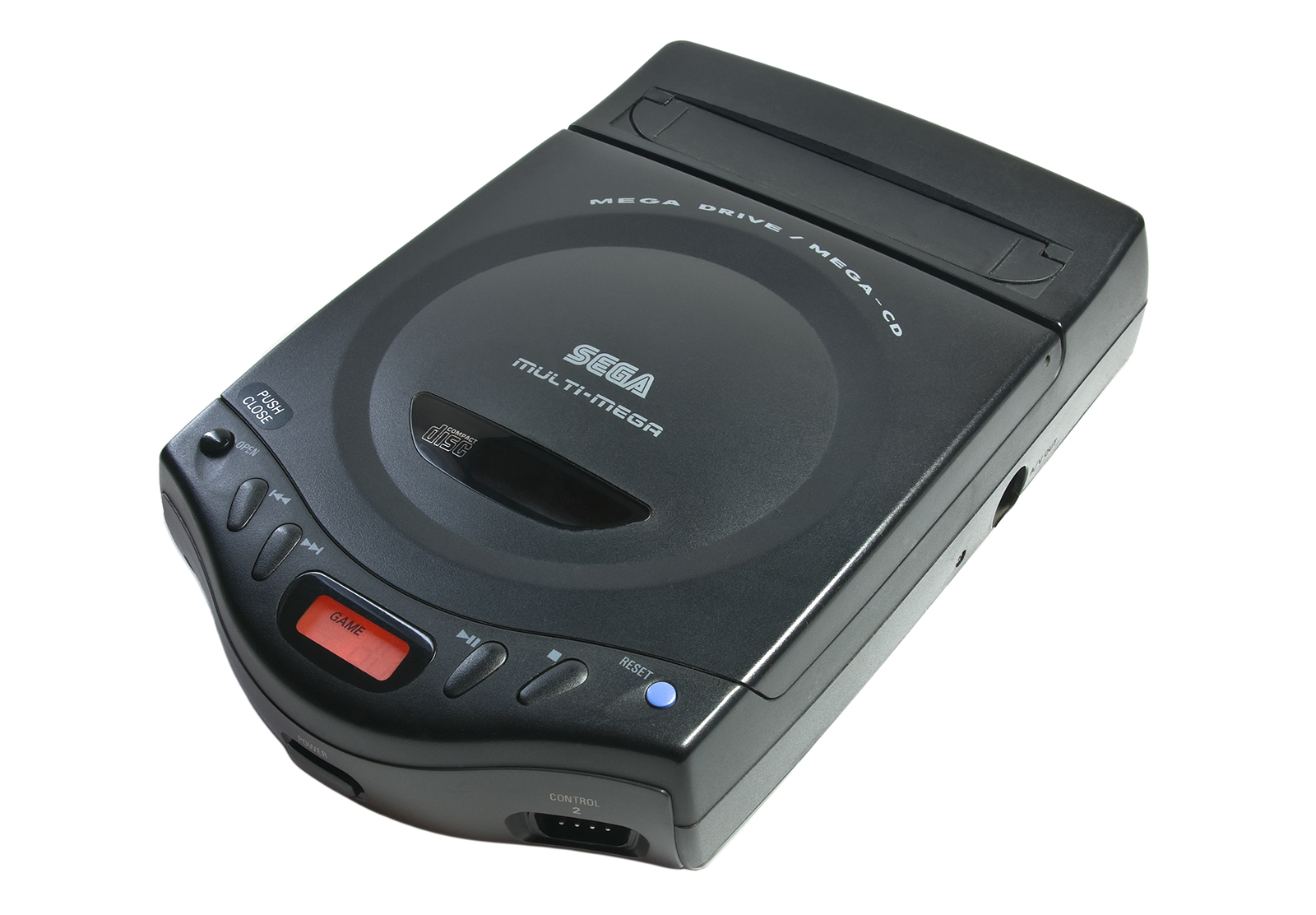
멀티메가

멀티메가(Multi-Mega)는 세가에서 1994년에 출시한 16비트 비디오 게임기로, 메가 드라이브와 메가 CD를 하나로 합친 형태이다. 유럽에서는 멀티메가, 북미에서는 제네시스 CDX, 브라질에서는 멀티메가 CDX라는 이름으로 판매되었다.
본체의 가격이 비싸며 좋은 메가 CD 게임이 없었고, 메가 드라이브의 후속품인 세가 새턴에 대한 기대 때문에 세가로부터 제대로 지원받지 못해 조용히 사라졌다. 이것과 비슷한 메가 드라이브와 세가 32X를 합친 게임기, 세가 넵튠은 프로토타입 상태를 벗어나지 못했다.

## 기능
콤팩트한 사이즈의 멀티메가는 메가 드라이브, 메가 CD 게임 두 종류의 게임을 플레이할 수 있다. CD+G 포맷의 CD와 오디오 CD도 재생할 수 있으며, 헤드폰 슬롯이 있어 AA 건전지 두 개로 이동하면서도 들을 수 있다. 단, 리튬 건전지 같은 고성능 건전지가 아니면 배터리가 빨리 방전되며, 게임을 플레이할 때는 본체에 주 전원 공급 장치를 연결해야 한다.
본체 전면에는 조작 버튼과 트랙 번호를 표시하는 백라이트 LCD 스크린이 있다.